# Санжарівка (річка)
Санжарівка  — річка в Україні, права притока річки Лугань. Басейн Сіверського Дінця.

## Географія
Бере початок в місцевості на північний захід від села Вергулівка. Від витоку до села Польового в Луганській області русло річки служить кордоном між Луганською і Донецькою областями. Впадає в річку Луганку в межах селища Калинове.

## Притоки
- Лисича, Горілий (праві).

## Населені пункти
- Санжарівка (лівий берег — Донецька область)
- Польове (правий берег — Луганська область)
- Надарівка
- Веселогорівка
- Калинове (селище витягнуть уздовж всієї нижньої течії, охоплюючи гирло на Луганці)

## Екологічні проблеми
Водоймище є об'єктом найсильнішого техногенного впливу. Через зупинку скидання шахтних вод у зв'язку із закриттям шахт в Луганській області в 2000-ні роки відбулася істотна зміна гідрологічного і гідрохімічного режиму річки.